# Vila Seca (Barcelos)
Vila Seca ist eine Gemeinde (Freguesia) im nordportugiesischen Kreis Barcelos.

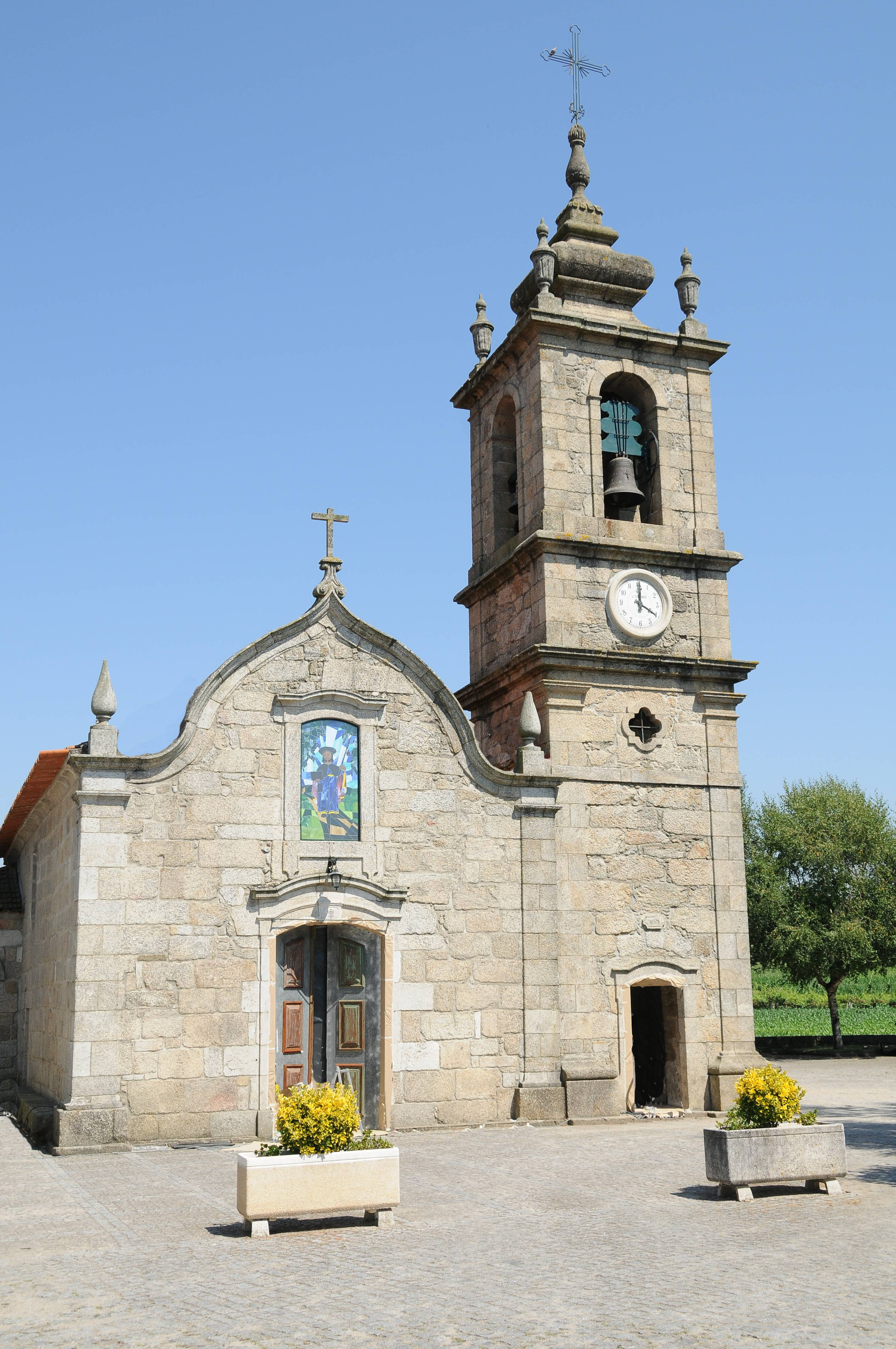
Kirche von Vila Seca

 In ihr leben 1064 Einwohner (Stand 19. April 2021).